# Arrondissement di Sartena
L'arrondissement di Sartena (in corso : circundariu di Sartè) è un arrondissement dipartimentale della Francia situato nel dipartimento della Corsica del Sud, nella regione della Corsica.

## Storia
Fu creato nel 1800, nel dipartimento del Liamone (non più esistente, corrispondente all'attuale Corsica del Sud).

## Composizione
L'arrondissement è composto da 44 comuni raggruppati in 8 cantoni:
- cantone di Bonifacio
- cantone di Figari
- cantone di Livia
- cantone di Olmeto
- cantone di Petreto-Bicchisano
- cantone di Porto Vecchio
- cantone di Sartena
- cantone di Tallano-Scopamene